# Dwight Thomas
Dwight Thomas (Kingston, 23 september 1980) is een Jamaicaanse sprinter, die is gespecialiseerd in de 100 m. Hij nam driemaal deel aan de Olympische Spelen. Op de Spelen van 2008 won hij een gouden medaille, die hij in 2017 echter weer moest inleveren wegens dopinggebruik van teamgenoot Nesta Carter. Aan het begin van zijn atletiekcarrière deed hij ook aan hordelopen, maar specialiseerde zich later op de sprint.

## Biografie
Zijn eerste succes boekte Thomas in 1998 met het winnen van de Centraal-Amerikaanse en Caribische jeugdkampioenschappen op de 110 m horden. Op de WK voor junioren in het Franse Annecy dat jaar won hij een bronzen medaille. Met een tijd van 10,40 s eindigde hij achter de Brit Christian Malcolm (zilver) en de Amerikaan Amar Johnson (brons). Het jaar erop won hij zowel de 100 m als de 200 m op de Pan-Amerikaanse jeugdkampioenschappen.
Op de Olympische Spelen van 2000 in Sydney nam Thomas deel aan de 200 m en de 4 x 100 m estafette. Op het individuele nummer sneuvelde hij in de voorrondes met 20,85. Op het estafettenummer bereikte hij echter de finale, waarin hij samen met Lindel Frater, Christopher Williams en Llewelyn Bredwood met een tijd van 38,20 een nationaal record vestigde, maar desondanks op een vierde plaats en dus net buiten de medailles eindigde.
Vier jaar later behaalde Dwight Thomas op de 100 m de halve finales op de Olympische Spelen van Athene. Op de 4 x 100 m estafette bleven hij en zijn landgenoten Patrick Jarrett, Winston Smith en Michael Frater in hun serie op een vierde plaats steken, ook al realiseerden zij met 38,71 hun beste tijd van het jaar.
Op de wereldkampioenschappen van 2005 in Helsinki behaalde hij op de 100 m een vijfde plaats. Later dat jaar won hij een bronzen medaille tijdens de wereldatletiekfinale in Stuttgart.
In 2008 was Thomas er op de Spelen in Peking opnieuw bij, zij het dat zijn optreden zich beperkte tot de series van de 4 x 100 m estafette. Samen met Michael Frater, Nesta Carter en Asafa Powell won hij die in 38,31. In de finale werd zijn plaats in het team overgenomen door Usain Bolt. Deze ploeg wist de finale te winnen in 37,10, een wereldrecord. Aangezien ook Dwight Thomas had bijgedragen aan dit uiteindelijke resultaat, werd ook hij na afloop met goud omhangen. In 2017 werd het Jamaicaanse team gediskwalificeerd wegens dopinggebruik van Carter.

## Titels
- Jamaicaans kampioen 100 m - 2002
- Jamaicaans kampioen 200 m - 2002
- Pan-Amerikaans jeugdkampioen 100 m - 1999
- Pan-Amerikaans jeugdkampioen 200 m - 1999
- Centraal-Amerikaans en Caribisch jeugdkampioen 110 m horden - 1998

## Persoonlijke records
Outdoor
| Onderdeel    | Prestatie          | Datum            | Plaats    |
| ------------ | ------------------ | ---------------- | --------- |
| 100 m        | 10,00 s (+0,5 m/s) | 23 augustus 2005 | Linz      |
| 200 m        | 20,32 s (+0,6 m/s) | 10 juni 2007     | Bydgoszcz |
| 110 m horden | 13.15 s (+0,1 m/s) | 9 juni 2011      | Oslo      |

Indoor
| Onderdeel   | Prestatie | Datum            | Plaats       |
| ----------- | --------- | ---------------- | ------------ |
| 55 m        | 6,28 s    | 18 januari 2003  | Gainesville  |
| 60 m        | 6,61 s    | 15 februari 2003 | Fayetteville |
| 200 m       | 21,00 s   | 23 februari 2002 | Blacksburg   |
| 60 m horden | 7,59 s    | 6 maart 2004     | Boedapest    |

## Palmares

### 60 m
- 2003: 8e in ½ fin. WK indoor - 7.33 s

### 100 m
Kampioenschappen
- 1998:  WK U20 - 10,40 s
- 1998:  Carifta Games U20 - 10,46 s
- 1999:  Pan-Amerikaanse jeugdkamp. - 10,37 s
- 1999:  Carifta Games U20 - 10,47 s
- 2002: 4e Gemenebestspelen - 10,15 s
- 2003: 4e in ½ fin. WK - 10,19 s
- 2004: 7e in ½ fin. OS - 10,28 s
- 2005: 5e WK - 10,09 s
- 2005:  Wereldatletiekfinale - 10,01 s

Golden League-podiumplekken
- 2004:  Golden Gala – 10,19 s
- 2005:  Meeting Gaz de France – 10,11 s
- 2005:  ISTAF – 10,01 s
- 2005:  Memorial Van Damme – 10,11 s

### 200 m
- 1999:  Pan-Amerikaanse jeugdkamp. - 20,66 s
- 1999:  Carifta Games U20 - 20,79 s
- 2000: 5e in ¼ fin OS - 20,58 s

### 60 m horden
- 2004: 8e WK indoor - 7,87 s

### 110 m horden
Kampioenschappen
- 1998:  Centraal-Amerikaanse en Caribische jeugdkamp. - 14,40 s
- 1998:  Carifta Games U20 - 14,53 s
- 2009: 7e WK - 13,56 s
- 2011: DNF WK
- 2013: DNS in serie WK

Golden League-podiumplekken
- 2009:  Meeting Areva – 13,30 s
- 2009:  Weltklasse Zürich – 13,16 s
- 2009:  Memorial Van Damme – 13,38 s

Diamond League-podiumplekken
- 2010:  Golden Gala – 13,31 s
- 2010:  British Grand Prix – 13,38 s
- 2010:  Herculis – 13,29 s
- 2010:  Aviva London Grand Prix – 13,32 s
- 2010:  Weltklasse Zürich – 13,25 s
- 2011:  Bislett Games – 13,15 s
- 2011:  Athletissima – 13,16 s
- 2011:  Meeting Areva – 13,18 s
- 2011:  DN Galan – 13,40 s

### 4 x 100 m
- 2000: 4e OS - 38,20 s
- 2004: 4e in serie OS - 38,71 s
- 2008:  OS - 37,10 s (WR)[1]